# Joyride (Stanley Turrentine)
Joyride è un album di Stanley Turrentine, pubblicato dalla Blue Note Records nel 1965.
Il disco fu registrato il 14 aprile del 1965 al "Rudy Van Gelder Studio" di Englewood Cliffs in New Jersey (Stati Uniti).

## Tracce
Lato A
1. River's Invitation – 6:20 (Percy Mayfield)
2. I Wonder Where Our Love Has Gone – 4:18 (Buddy Johnson)
3. Little Sheri – 6:30 (Stanley Turrentine)

Lato B
1. Mattie T. – 6:00 (Stanley Turrentine)
2. Bayou – 6:15 (Jimmy Smith)
3. A Taste of Honey – 3:55 (Bobby Scott, Ric Marlow)

Edizione CD del 2006, pubblicato dalla Blue Note Records
1. River's Invitation – 6:16 (Percy Mayfield)
2. I Wonder Where Our Love Has Gone – 4:23 (Buddy Johnson)
3. Little Sheri – 6:26 (Stanley Turrentine)
4. Mattie T. – 5:55 (Stanley Turrentine)
5. Bayou – 6:15 (Jimmy Smith)
6. A Taste of Honey – 3:54 (Bobby Scott, Ric Marlow)
7. Gravy Train – 4:34 (Lou Donaldson) – Bonus track
8. A Kettle of Fish – 4:53 (Jack McDuff) – Bonus track

## Musicisti
Stanley Turrentine With Orchestra
- Stanley Turrentine - sassofono tenore
- Herbie Hancock - pianoforte
- Kenny Burrell - chitarra
- Bob Cranshaw - contrabbasso
- Grady Tate - batteria

Orchestra
- Oliver Nelson - arrangiamenti, conduttore musicale
- Robert Ashton - sassofono tenore, clarinetto
- Albert J. Johnson - sassofono tenore, sassofono soprano, clarinetto, clarinetto basso
- Jerry Dodgion - sassofono alto, flauto, clarinetto alto, piccolo flauto
- Phil Woods - sassofono alto, clarinetto
- Danny Bank - sassofono baritone, clarinetto, clarinetto basso, flauto, flauto alto
- Clark Terry - tromba, flugelhorn
- Ernie Royal - tromba
- Snooky Young   -  tromba
- Henry Coker - trombone
- Jay Jay Johnson - trombone
- Jimmy Cleveland - trombone